# Leanne Smith
Leanne Smith (Conway (New Hampshire), 28 mei 1987) is een Amerikaanse alpineskiester. Ze nam tweemaal deel aan de Olympische Winterspelen, maar behaalde geen medaille.

## Carrière
Smith maakte haar wereldbekerdebuut in december 2007 tijdens de afdaling in Lake Louise (Canada). Ze stond nooit op het podium van een wereldbekerwedstrijd.
Ze vertegenwoordigde de Verenigde Staten op de Olympische Winterspelen 2010 in Vancouver. Smith eindigde in Turijn als achttiende op de Super G. Vier jaar later, op de Olympische Winterspelen 2014 in Sotsji werd Smith opnieuw 18e op de Super G.

## Resultaten

### Titels
Amerikaans kampioene afdaling – 2010

### Olympische Spelen
| Jaar | Plaats    | Resultaten                       |
| ---- | --------- | -------------------------------- |
| 2010 | Vancouver | 18e Super G 21e Supercombinatie  |
| 2014 | Sotsji    | 18e Super G DNF2 Supercombinatie |

### Wereldkampioenschappen
| Jaar | Plaats                 | Resultaten                                     |
| ---- | ---------------------- | ---------------------------------------------- |
| 2011 | Garmisch-Partenkirchen | 19e Super G DNF1 Afdaling DSQ1 Supercombinatie |
| 2013 | Schladming             | 12e Afdaling 16e Super G DNS2 Supercombinatie  |

### Wereldbeker

#### Eindklasseringen
| Seizoen   | Algm | AD  | SG  | SC  |
| --------- | ---- | --- | --- | --- |
| 2007/2008 | 88e  | 45e | 36e | 35e |
| 2008/2009 | 94e  | 41e | 43e | 41e |
| 2009/2010 | 75e  | 36e | 41e | 31e |
| 2010/2011 | 30e  | 22e | 15e | 19e |
| 2011/2012 | 38e  | 25e | 16e | 28e |
| 2012/2013 | 25e  | 12e | 12e | 37e |
| 2013/2014 | 52e  | 30e | 19e | -   |